# Верьовкін Олександр Федорович
Олександр Федорович Верьовкін (нар. 26 грудня 1955) — радянський та молдовський футболіст, захисник, тренер. Майстер спорту СРСР, заслужений тренер Придністров'я.

## Життєпис
Розпочинав грати у футбол у Новій Каховці у змаганнях КФК. 1977 року отримав запрошення до клубу «Дніпро» (Могильов), в якому дебютував у змаганнях майстрів у другій лізі.
З 1978 грав у змаганнях майстрів у складі відродженої команди майстрів Тирасполя, яка мала назви назви «Старт», «Автомобіліст», «Текстильник», «Тірас» (згодом — «Тилігул»). Провів у складі клубу беззмінно 13 сезонів, зіграв понад 400 матчів у першостях СРСР у другій та першій лігах, був капітаном команди. Станом на кінець 1980-х був рекордсменом клубу за кількістю зіграних матчів. У 1989 році разом із командою став переможцем зонального та фінального турнірів другої ліги.
1991 року перейшов на тренерську роботу в «Тілігулі», ставши помічником Володимира Вебера.
Після розпаду СРСР зіграв декілька матчів за тираспольський клуб у чемпіонаті Молдови, ставав срібним призером чемпіонату та володарем Кубку Молдови у сезонах 1992/93 та 1993/94. 1993 року деякий час виконував обов'язки головного тренера «Тілігула». Останні два сезони на професійному рівні провів у клубі вищого дивізіону Молдови «Ністру» (Чобурчі), де завершив кар'єру у віці 41 року.
Надалі знову працював тренером. У липні-серпні 2006 року виконував обов'язки головного тренера «Тилігула», потім був тренером другого складу клубу. Станом на 2010 рік працював у бендерському «Динамо», де був помічником Юрія Ходикіна. З 2012 року — тренер у бендерській СДЮШОР № 4. Також станом на 2019 рік входив до тренерського штабу аматорської збірної Придністров'я.
Брав участь у змаганнях ветеранів, визнавався найкращим захисником. Відомі вихованці – Сергій Скиценко, Крістіан Чобану, Андрій Доля, Михайло Євтодієв та Артем Ташев.
Нагороджений орденом ПМР «Трудова слава» (2020), грамотою президента ПМР (2020).

## Досягнення
- Молдовська Суперліга
  -  Срібний призер (2): 1992/93, 1993/94

- Кубок Молдови
  -  Володар (2): 1992/93, 1993/94